# Jørgen Christensen-Dalsgaard
Jørgen Christensen-Dalsgaard (født 6. oktober 1950) er en dansk astrofysiker ansat ved Aarhus Universitet.
Han har specialiseret sig inden for felterne helioseismologi og asteroseismologi ("stjerneskælv"), hvor man ud fra nøjagtige målinger af lysstyrkeændringer hos disse himmellegemer ved matematisk analyse kan få oplysninger om disses indre struktur, rotation, temperatur, størrelse og alder. Han har ydet betydelige bidrag til begge disse felter, herunder forudsagt svingninger i sollignende stjerner i 1983.
Christensen-Dalsgaard blev student fra Kolding Gymnasium i 1969, læste astronomi på Aarhus Universitet og erhvervede sin PhD-grad ved Cambridge Universitetet i 1978, med Douglas Gough som vejleder.
Fra 1984 har han været tilknyttet Institut for Fysik og Astronomi ved Aarhus Universitet, først som lektor, siden forskningsprofessor og fra 2001 som professor.
I tidsrummet 1994 - 2017 var han medlem af det rådgivende rumudvalg under Uddannelses- og Forskningsministeriet.
Desuden har han fra 2012 til 2022 været leder af Stellar Astrophysics Centre (SAC), som støttes af Danmarks Grundforskningsfond. Han er medefterforsker på Kepler-missionen og leder sammen med professor Hans Kjeldsen en gruppe på over 500 forskere samlet i Kepler Asteroseismic Science Consortium (KASC).. KASC er ansvarlig for den astroseismologiske del af Kepler-missionen. Christensen-Dalsgaard har publiceret talrige artikler om dette emne.
I årene 2000 - 2003 var han præsident for den Internationale Astronomiske Unions kommission 27 vedrørende variable stjerner. I perioden 2003 - 2006 var han præsident for Division E Sun and Heliosphere, ligeledes under IAU.
Christensen-Dalsgaard har ved flere lejligheder optrådt i fjernsyn og radio og har holdt mange offentlige foredrag om astronomi og asteroseismologi. Han har også givet en populær introduktion til emnet.
Christensen-Dalsgaard er medlem af Videnskabernes Selskab, det britiske Royal Astronomical Society og det amerikanske National Academy of Sciences.
Han fik Carlsbergfondets forskningspris i 2013 og Rigmor og Carl Holst-Knudsens Videnskabspris i 2018.
I 2022 fik han som den første dansker tildelt den prestigefyldte Kavli-pris i astrofysik sammen med astrofysikerne Conny Aerts (Belgien, æresdoktor på Aarhus Universitet) og Roger Ulrich (USA). I 2024 offentliggjorde Kungliga Vetenskapsakademienat Christensen-Dalsgaard og to andre får Crafoord-prisen.